# منتدى الاستراتيجيات الاردني
منتدى الاستراتيجيات الأردني هو منتدى يختص بالدراسات الاقتصادية تم تاسيسه في 30 اغسطس - آب 2012 في عمان الأردن بهدف ترسيخ الإرادة الحقيقية من القطاع الخاص بالمشاركة الفاعلة في حوارٍ بناء حول الأمور الاقتصادية التي يعنى بها المواطن الأردني. يهدف المنتدى إلى بناء مركزٍ للفكر التنموي الاقتصادي للدفع نحو استراتيجياتٍ مستدامة للتنمية ورفع مستوى الوعي حول القضايا التنموية

## الرؤية والرسالة
| منتدى الاستراتيجيات الاردني | الرؤية: اقتصاد قوي تنافسي ومستدام يستخدم المهارات الوطنية ويحقق الازدهار للأردنيين | منتدى الاستراتيجيات الاردني |

| منتدى الاستراتيجيات الاردني | الرسالة: تعظيم دور القطاع الخاص في التنمية الشاملة في الأردن | منتدى الاستراتيجيات الاردني |

## الاعضاء
بحسب نظام العضوية يكون الاعضاء في المنتدى ضمن الفئات التالية:
- عضو منشاة كبيرة
- عضو منشاة متوسطة
- عضو منشأة صغيرة
- عضو منشاة ميكروية
- عضوية فردية لشخصيات اعتبارية

### الاعضاء المؤسسون
عام 2012 كان الاعضاء المؤسسون للمنتدى:
- أيمن حتاحت.
- بشر محمد جردانه.
- غسان قسطندي - مجموعة نقل
- الدكتور ابراهيم سيف
- محمد شريف الزعبي
- كريم قعوار
- السيد ماهر حكمت قدورة
- الدكتور عمر الرزاز
- رائد البلبيسي
- سمير مراد

### الشركات الاعضاء
حتى عام 2017 كان عدد الاعضاء ي المنتدى أكثر من 90 شركة أردنية وشخصية اعتبارية. ومن تلك الشركات:
- شركة الكربونات الأردنية
- شركة امنية
- مجموعة قعوار
- البنك الأهلي الأردني
- بنك الإسكان
- بنك الاتحاد
- البنك العربي
- البنك الاستثماري
- بنك القاهرة عمان
- اربتك جردانة
- شركة فاين
- شركة سائد كراجة
- شركة البلاستيك الدولية
- ارامكس الأردن
- شركة سعيد مراد
- القمة للاستشارات الادارية والتسويقية
- ادوية الحكمة

## روابط خارجية
- الموقع الرسمي للمنتدى